# Jennifer Hawkins
Pour les articles homonymes, voir Hawkins.
 (mars 2025).
Jennifer Hawkins (née le 22 décembre 1983 à Holmesville en Nouvelle-Galles du Sud) est une mannequin et présentatrice de télévision australienne qui fut Miss Univers 2004. De 2007 à 2018, elle a aussi été le « visage » des grands magasins australiens Myer.

## Jeunesse
Jennifer Hawkins est née à Holmesville, en Nouvelle-Galles du Sud en Australie. Elle réside à Sydney et est allée à la « Wallsend West High School ». Jennifer a trois frères et sœurs. Elle a été meneuse des « Newcastle Knights » en rugby à XIII et des « Hunter Pirates » en basket-ball. Jennifer a aussi travaillé comme mannequin. Elle s'est présentée au casting pour le concours de Miss Australie, puis à celui de Miss Univers.
Jennifer Hawkins a également été chorégraphe d'une troupe spécialisée dans le hip-hop et le ballet, qui a effectué une tournée en Australie.

## Carrière

### Miss Univers
Après avoir été sélectionnée pour représenter l'Australie au concours de Miss Univers 2004, Jennifer Hawkins a demandé des conseils à Ashlea Talbot, titrée par le passé, et a appris quelques rudiments d'espagnol avant de se rendre en Équateur où avait lieu le concours, à Quito, le 1er juin 2004. Une semaine avant l'événement, Jennifer Hawkins a été classée « sixième favorite » pour remporter la couronne. Lors de la compétition finale, elle est devenue la première Australienne à participer aux demi-finales depuis Voni Delfos en 1993. Elle atteint ensuite le top dix après le défilé en robe du soir, où elle portait une robe en cuivre à la coupe originale, dessinée par Bora pour un coût de 25 000 dollars. Après le défilé en maillot de bain, Jennifer était dans les cinq premières et elle a finalement remporté le titre de Miss Univers.
Les cinq premières dauphines venaient toutes des Amériques et des Caraïbes : Shandi Finnessey, États-Unis (1re dauphine), Alba Reyes de Puerto Rico (2e dauphine), Yanina Gonzalez du Paraguay (3e dauphine) et Danielle Jones de Trinité-et-Tobago (4e dauphine). Jennifer Hawkins était la première lauréate venue d'Océanie depuis Lorraine Downes de Nouvelle-Zélande en 1983, et la première Australienne depuis Kerry Anne Wells en 1972.
Jennifer Hawkins a été couronnée par la Miss Univers sortante, la Dominicaine Amelia Vega. Elle a reçu une couronne élaborée par Mikimoto, incrustée de perles, d'une valeur de 250 000 dollars. Elle était la première blonde à gagner le titre depuis Angela Visser des Pays-Bas en 1989. Donald Trump, copropriétaire du concours, a dit que Jennifer Hawkins était « la plus belle Miss Univers » qu'il avait vue depuis de très nombreuses années, jusqu'à l'élection de Stefanía Fernández en 2009.
Durant son année de règne de Miss Univers, Jennifer Hawkins a effectué de multiples voyages ; elle a résidé à New York, dans un appartement au bord de l'eau fourni par l'organisation du concours Miss Univers. Hawkins a alors déclaré que son souhait était de poursuivre la mannequinat et de devenir présentatrice de télévision.
Peu après avoir été couronnée Miss Univers, Jennifer Hawkins a créé la sensation au cours d'un défilé de mode à Westfield Miranda, un centre commercial du sud de Sydney : elle a trébuché sur l'ourlet de sa robe et s'est retrouvée en string rouge devant une foule surprise. Elle a ensuite présenté ses excuses, ajoutant en riant qu'elle aurait aimer porter de meilleurs sous-vêtements. Cet incident a été nommé « moment le plus embarrassant jamais montré à la télévision australienne » dans l'émission 20 to One (en) du réseau Nine Network. Ces images ont été largement diffusées sur Internet.

### Présentatrice de télévision
Jennifer Hawkins a signé un contrat avec Seven Network pour le Carnaval de la Melbourne Cup de 2004. Ses premières apparitions eurent lieu en tant que présentatrice invitée de l'émission de voyage The Great Outdoors, avec laquelle elle a voyagé à travers le monde. À la fin de son règne de Miss Univers, elle est devenue une présentatrice régulière de l'émission, ce qui lui a valu une nomination aux Logie Awards de 2006 comme nouveau talent féminin le plus populaire.

### Divers
- Jennifer Hawkins a été une des participantes de la quatrième saison de la version australienne de l'émission Dancing with the Stars. Elle fut la cinquième à être éliminée après Alicia Molik.

- Le 15 février 2006, elle a participé à une version « célébrité » de Deal or No Deal, un jeu télévisé australien, appelée Dancing with the Deal, à laquelle ont aussi participé des célébrités de Dancing with the Stars.

- Jennifer Hawkins est apparue dans le vidéoclip du deuxième single Elevator Love du chanteur australien Guy Sebastian (2006).

- Elle a fait des apparitions dans plusieurs épisodes de The Apprentice, une émission de télé-réalité américaine, avec Donald Trump.

- Jennifer Hawkins a refusé le rôle de Sophie Solandres dans La Panthère rose 2 en raison de conflits d'horaires.[réf. nécessaire]

- En 2008, elle est devenue la présentatrice et l'une des juges de l'émission Make Me A Supermodel Australia.

Contrats
- En juillet 2005, elle signa pour être le visage de la marque d'hygiène et de soins pour la peau Lux, en Australie et en Nouvelle-Zélande.
- En septembre 2006, Jennifer Hawkins a signé un contrat de 3 ans avec les lingeries Lovable Australia.
- En août 2006, elle est devenue ambassadrice pour le Grand Waterfront, un ensemble résidentiel d'Henderson Land Development et The Hong Kong and China Gas Company Limited à Hong Kong.
- En 2006, Jennifer a signé un contrat lucratif pour devenir le premier visage australien de Covergirl makeup.
- En novembre 2006, Hawkins a fait la promotion d'une gamme d'ordinateurs portables Asus à Sydney ; l'entreprise a fait don des bénéfices de la vente sur eBay d'une édition spéciale rose du S6 à la National Breast Cancer Foundation.
- En janvier 2007, Hawkins a signé un accord avec les magasins Myer pour quatre millions de dollars australiens[4].
- le 18 août 2010, Jennifer Hawkins participe au lancement de nouvelle gamme Lovable de sous-vêtements d'été à Bondi Plage.

## Image publique
Réceptions
Après son succès auprès du public, Jennifer Hawkins avait initialement accepté l'invitation de l'élève de la "Bathurst school" Daniel Dibley, pour l'accompagner au bal de sa 12e année en août 2006. Plus tard, elle a refusé parce qu'elle ne voulait pas attirer l'attention des autres couples sur elle. Elle a cependant accepté un rendez-vous privé avec lui.
Vie personnelle
Jennifer Hawkins a commencé à avoir des rendez-vous avec le mannequin international et ancien menuisier Jake Wall, juste avant de gagner l'élection de Miss Univers. Ils ont poursuivi leurs relations après le retour de Jennifer en Australie à l'issue de son année à New York.